# Ольховка (Березинский район)
Ольховка (бел. Альхоўка) — деревня в Березинском районе Минской области Белоруссии. Входит в состав Березинского сельсовета. По переписи 1897 г. существовало несколько селений с таким названием, позже слившиеся воедино. Изначально деревня относилась к Белыничской волости Игуменского уезда Минской губерни. В деревне насчитывалось 246 жителя. Рядом с деревней была расположена усадьба Барсуков, работали винокурный и смоляной заводы.

## География
Деревня расположена в восточной части области, в 11 км от Березино, административного центра района. Деревня расположена у дороги Березино—Борисов. В деревне три улицы, одна из которых пролегает параллельно шоссе в направлении с севера на юг и пересечена рекой Полозой (бел. Палоза).

## Население
По данным переписи 2009 года, в деревне проживало 47 человек. В 2008 году насчитывалось 62 жителя, 35 хозяйств.